# West Malling
West Malling est une petite cité historique du Kent, en Angleterre.

## Monuments historiques
- Prior House qui fut autrefois une colonie de lépreux.
- Ford House, vieille d'au moins 600 ans.
- Saint Leonard's Tower, construite par l'évêque Gondulf, qui a également reconstruit la cathédrale de Rochester et est l'un des bâtisseurs de la Tour de Londres.

## Histoire
On pense que le match de cricket entre All Muggleton et Dingley Dell dans Les Papiers posthumes du Pickwick Club de Charles Dickens se déroula à West Malling.
La scène figura sur l'ancien billet de 10 livres aux côtés de Charles Dickens, retiré de la circulation en 2003.
West Malling accueillit également le premier match de cricket joué dans le Kent. 
La base de la Royal Air Force, fut utilisée par l'aviation anglaise pendant la Seconde Guerre mondiale, avant d'être transformée en lotissements.
En 2004, West Malling est la ville d'Angleterre où le revenu moyen est le plus élevé d'Angleterre et où la proportion de ménages au revenu supérieur à 100 000 £ est la plus importante, d'après le rapport Wealth of the Nation.
Une participante de l'émission britannique Big Brother 2006, Susie, habite à West Malling.

## Jumelage
- Auchel (France)